# Bernard Warburton-Lee
Bernard Armitage Warburton Warburton-Lee (Whitchurch, 13 settembre 1895 – Narvik, 10 aprile 1940) è stato un militare britannico, ufficiale della Royal Navy durante il periodo della seconda guerra mondiale e comandante delle forze britanniche durante la prima battaglia navale di Narvik, nel corso della quale fu ucciso; per le sue azioni nello scontro fu insignito della Victoria Cross, la massima onorificenza militare dell'Impero britannico.

## Biografia
Nato a Whitchurch nello Shropshire da Joseph Henry Warburton Lee (1855-1932) ed Emmiline Vernon Armitage (1857-1943), si arruolò nella Royal Navy nel maggio del 1908 ottenendo una promozione a tenente di vascello il 15 gennaio 1917; il suo primo imbarco fu, nel maggio 1918, sul cacciatorpediniere HMS Wrestler, una nuova unità appena entrata in servizio che tuttavia non partecipò a nessuna azione nel corso della prima guerra mondiale, anche se Warburton-Lee ottenne una menzione nei dispacci l'11 dicembre 1918 per il suo servizio nella Grand Fleet. Nell'ottobre 1923 si sposò con Elizabeth Campbell-Swinton, da cui ebbe un figlio.
Nel novembre del 1924 Warburton-Lee ottenne il suo primo comando, quello del cacciatorpediniere HMS Tuscan in forza alla Atlantic Fleet; promosso capitano di corvetta nel gennaio 1925, passò quindi al comando del cacciatorpediniere HMS Walpole nel marzo 1926 sempre in forza alla Atlantic Fleet, mentre nell'aprile del 1928 fu assegnato al comando del cacciatorpediniere HMS Vanessa presso la Mediterranean Fleet fino all'aprile del 1930. Dopo un periodo senza incarichi operativi, studiò al Royal Naval College, dal 1931 al 1932 per poi ottenere vari comandi operativi di unità della Mediterranean Fleet: lo sloop HMS Bryony (1933-1934), il cacciatorpediniere HMS Decoy (1934) e il cacciatorpediniere HMS Witch (1934-1936); ottenuta la promozione a capitano di vascello, dal 1937 al 1938 studiò prima all'Imperial Defence College di Londra e poi alla HMNB Portsmouth. Dopo un incarico come capitano di bandiera a bordo dell'incrociatore pesante HMS Effingham e capo di stato maggiore del comandante della Reserve Fleet dal febbraio 1938 all'aprile 1939, il 28 luglio 1939 Warburton-Lee fu fatto comandante della 2nd Destroyer Flotilla con insegna sul cacciatorpediniere HMS Hardy.
Allo scoppio della seconda guerra mondiale nel settembre 1939, Warburton-Lee partecipò con la sua flottiglia alle operazioni di protezione del traffico navale nell'oceano Atlantico centrale prima di rientrare in patria per servire con la Home Fleet. Ai primi di aprile 1940 la 2nd Destroyer Flotilla fu impegnata nell'operazione Wilfred, il minamento delle acque della Norvegia onde bloccare alcune vitali rotte commerciali della Germania, ma l'operazione fu cancellata dopo che i tedeschi ebbero avviato, quasi in contemporanea, l'invasione anfibia di Norvegia e Danimarca. Dislocato al largo della costa settentrionale della Norvegia, il 9 aprile Warburton-Lee ricevette l'ordine di dirigere sul porto di Narvik dopo rapporti piuttosto vaghi circa lo sbarco di un piccolo contingente di tedeschi; con la sua flottiglia di cinque cacciatorpediniere, Warburton-Lee penetrò non visto nell'Ofotfjord davanti Narvik nelle prime ore del 10 aprile, solo per scoprire che la città era stata occupata da un ampio contingente di truppe tedesche supportate da dieci cacciatorpediniere: Warburton-Lee fece subito attaccare le unità tedesche ferme all'àncora, affondando in rapida successione due cacciatorpediniere nemici e danneggiandone altri tre prima di ordinare alla sua flottiglia di ripiegare.
Mentre le navi britanniche si trovavano a metà dell'Ofotfjord, furono ingaggiate da due cacciatorpediniere tedeschi emersi da un fiordo laterale: la Hardy, che navigava in testa alla formazione, fu subito raggiunta da numerosi colpi di cannone uno dei quali centrò il ponte di comando facendo strage tra gli ufficiali dell'unità e ferendo a morte lo stesso Warburton-Lee, spirato poco dopo mentre la nave senza controllo andava ad arenarsi sulla costa. Per la sua azione, Warburton-Lee fu insignito postumo il 7 giugno 1940 della Victoria Cross, la massima onorificenza britannica.